# DNK oksidativna demetilaza
DNK oksidativna demetilaza (EC 1.14.11.33, protein popravke alkilisane DNK, alfa-ketoglutarat-zavisna dioksigenaza ABH1, alkB (gen)) je enzim sa sistematskim imenom metil DNA-base, 2-oksoglutarat:kiseonik oksidoreduktaza (formira formaldehid). Ovaj enzim katalizuje sledeću hemijsku reakciju
DNK-baza-CH3 + 2-oksoglutarat + O2 {\displaystyle \rightleftharpoons } DNK-baza + formaldehid + sukcinat + CO2
Ovaj enzim sadrži gvožđe. Njegovo dejstvo u maloj meri stimuliše askorbat.

## Literatura
- Nicholas C. Price; Lewis Stevens (1999). Fundamentals of Enzymology: The Cell and Molecular Biology of Catalytic Proteins (Third изд.). USA: Oxford University Press. ISBN 019850229X.
- Eric J. Toone (2006). Advances in Enzymology and Related Areas of Molecular Biology, Protein Evolution (Volume 75 изд.). Wiley-Interscience. ISBN 0471205036.
- Branden C; Tooze J. Introduction to Protein Structure. New York, NY: Garland Publishing. ISBN 0-8153-2305-0.
- Irwin H. Segel. Enzyme Kinetics: Behavior and Analysis of Rapid Equilibrium and Steady-State Enzyme Systems (Book 44 изд.). Wiley Classics Library. ISBN 0471303097.

## Spoljašnje veze
- DNA+oxidative+demethylase на 